# Luka Romero
Luka Romero Bezzana (sinh ngày 18 tháng 11 năm 2004) là một cầu thủ bóng đá chuyên nghiệp chơi ở vị trí tiền vệ tấn công cho AC Milan ở Serie A. Mặc dù sinh ra ở México và lớn lên ở Tây Ban Nha, Romero lại đại diện cho Argentina ở các cấp độ bóng đá trẻ.

## Đầu đời
Sinh ra ở Thành phố Durango, México, với cha mẹ là người Argentina,  sau đó Romero chuyển đến Villanueva de Córdoba, Andalusia, Tây Ban Nha khi mới 3 tuổi. Anh chuyển đến Formentera, Balearic Islands năm 7 tuổi, và bắt đầu chơi cho Penya Esportiva Sant Jordi.
Vào năm 2011, Romero đã thử việc ở FC Barcelona, nhưng không thể ký hợp đồng vì cậu chưa 10 tuổi và không sống trong thành phố catalan. Năm 2015, anh ký hợp đồng 8 năm với RCD Mallorca khi mới 10 tuổi. Trong 4 năm đầu tiên ở Mallorca, Romero ghi được 230 bàn sau 108 trận.

## Sự nghiệp câu lạc bộ

### Mallorca
Romero được HLV Vicente Moreno triệu tập vào đội một của Mallorca vào ngày 5 tháng 6 năm 2020. Mười một ngày sau, anh được đưa vào danh sách độ một trong trận đấu La Liga với Villarreal CF,
Romero chơi trận đầu tiên cho Mallorca vào ngày 24 tháng 6 năm 2020, thay thế Iddrisu Baba vào những phút cuối trong trận thua 0–2 trước Real Madrid. 15 tuổi 219 ngày, anh đã phá kỷ lục của Sansón về cầu thủ trẻ nhất từng chơi một trận ở La Liga. Anh cũng phá kỷ lục của 5 giải đấu hàng đầu châu Âu được nắm giữ bởi Kalman Gerencseri kể từ năm 1960.
Romero được điền tên vào đội hình chính cho mùa giải Segunda División 2020-2021 đồng thời thỉnh thoảng cũng được gọi chơi cho Real Mallorca B tại Giải hạng 4 Tây Ban Nha. Anh đã ghi những bàn thắng đầu tiên cho đội một vào ngày 1 tháng 11 khi lập cú đúp trong trận thắng 3-0 trên sân khách trước CD Llosetense. Romero sau đó ghi được bàn thắng chuyên nghiệp đầu tiên trong sự nghiệp vào ngày 29 tháng 11 khi ghi bàn ấn định chiến thắng 4–0 trên sân nhà trước UD Logroñés trong khuôn khổ Segunda División.

### Lazio
Vào ngày 19 tháng 8 năm 2021, Romero ký hợp đồng với câu lạc bộ đang thi đấu tại Serie A là Lazio. Trong trận mở màn của mùa giải 2021-2022, Romero đã trở thành cầu thủ trẻ nhất trong lịch sử Lazio ra mắt đội 1 khi chỉ mới 16 tuổi 9 tháng và 10 ngày trong chiến thắng 6-1 trước Spezia. Ngày 17 tháng 10, Romero được đề tên trong danh sách 60 cầu thủ trẻ sinh năm 2004 triển vọng nhất thế giới do nhật báo The Guardian bình chọn. Anh ghi bàn thắng đầu tiên cho Lazio vào ngày 10 tháng 11 năm 2022 trong chiến thắng 1-0 trước Monza và trở thành cầu thủ sinh năm 2004 đầu tiên ghi bàn tại Serie A.

### AC Milan
Ngày 6 tháng 7 năm 2023, AC Milan chính thức công bố có được chữ ký của Romero dưới dạng chuyển nhượng tự do với bản hợp đồng kéo dài đến ngày 30 tháng 6 năm 2027.

## Sự nghiệp quốc tế
Sinh ra ở Mexico trong một gia đình người Argentina và chuyển đến Tây Ban Nha khi còn trẻ, Romero có cả ba hộ chiếu và hiện đủ điều kiện để đại diện cho cả ba đội tuyển quốc gia. Anh chơi cho  U15-Argentina  ở Giải vô địch U-15 Nam Mỹ 2019, nơi họ là á quân, và romero ghi hai bàn sau sáu trận.
Vào tháng 3 năm 2020, Romero được triệu tập lên U15-argentina tại Giải đấu Montaigu, nhưng giải đấu đã bị hủy bỏ do đại dịch COVID-19.

## Đời tư
Cha của Romero, Diego, là một cầu thủ bóng đá chuyên nghiệp. Anh trai sinh đôi của anh là Tobias cũng là một cầu thủ bóng đá và chơi ở vị trí thủ môn.
1. ↑  "Luka Romero Bezzana". S.S. Lazio. Bản gốc lưu trữ ngày 6 tháng 5 năm 2023. Truy cập ngày 4 tháng 5 năm 2023.
2. ↑  "Luka Romero". Liga de Fútbol Profesional. Truy cập ngày 20 tháng 6 năm 2020.
3. ↑  "FIFA U-20 World Cup Argentina 2023™ SQUAD LIST: Argentina (ARG)" (PDF). FIFA. ngày 22 tháng 5 năm 2023. tr. 1. Truy cập ngày 29 tháng 5 năm 2023.
4. ↑  "Luka Romero, convocado: podría debutar con 15 años" [Luka Romero, called up: could debut with 15 years of age] (bằng tiếng Tây Ban Nha). Diario AS. ngày 15 tháng 6 năm 2020. Truy cập ngày 22 tháng 6 năm 2020.
5. 1 2  "Luka Romero (Mallorca) és el nou Leo Messi" [Luka Romero (Mallorca) is the new Messi] (bằng tiếng Catalan). Corporació Catalana de Mitjans Audiovisuals. ngày 5 tháng 6 năm 2020. Truy cập ngày 16 tháng 6 năm 2020.
6. ↑  Millar, Colin (ngày 15 tháng 6 năm 2020). "Mallorca's Luka Romero, 15, to become youngest ever La Liga player". Yardbarker. Truy cập ngày 16 tháng 6 năm 2020.
7. ↑  "Luka Romero, 'el nuevo Messi', llegó al Barça demasiado pronto" [Luka Romero, 'the new Messi', arrived at Barça too early] (bằng tiếng Tây Ban Nha). Mundo Deportivo. ngày 5 tháng 6 năm 2020. Truy cập ngày 22 tháng 6 năm 2020.
8. ↑  "Luka Romero, el niño al que llaman 'el nuevo Lionel Messi', es mexicano" [Luka Romero, the youngster who is called 'the new Lionel Messi', is Mexican] (bằng tiếng Tây Ban Nha). ESPN Deportes. ngày 12 tháng 11 năm 2015. Truy cập ngày 22 tháng 6 năm 2020.
9. ↑  "Real Mallorca: Luka Romero: Real Mallorca's 'Mexican Messi'". Marca. ngày 5 tháng 6 năm 2020. Truy cập ngày 16 tháng 6 năm 2020.
10. ↑  "El Mallorca aplaza el debut de Luka Romero, el 'Messi mexicano'" [Mallorca delay the debut of Luka Romero, the 'Mexican Messi'] (bằng tiếng Tây Ban Nha). Mundo Deportivo. ngày 19 tháng 6 năm 2020. Truy cập ngày 22 tháng 6 năm 2020.
11. ↑  "Luka Romero: Mallorca's 'Mexican Messi' the youngest player in La Liga history". Goal.com. ngày 24 tháng 6 năm 2020. Truy cập ngày 24 tháng 6 năm 2020.
12. ↑  "Luka Romero breaks LaLiga record for youngest debutant at 15 years and 219 days old". Marca. ngày 25 tháng 6 năm 2020. Truy cập ngày 25 tháng 6 năm 2020.
13. ↑  "Luka Romero, el 'nuevo Messi', puede hacer historia" (bằng tiếng Tây Ban Nha). Mundo Deportivo. ngày 15 tháng 6 năm 2020. Truy cập ngày 16 tháng 6 năm 2020.
14. ↑  "Brasil es campeón del CONMEBOL Sudamericano Sub-15" [Brazil is the champion of the CONMEBOL South American U-15 Championship] (bằng tiếng Tây Ban Nha). CONMEBOL. ngày 8 tháng 12 năm 2019. Truy cập ngày 16 tháng 6 năm 2020.
15. ↑  Bruzos, Gustavo (ngày 12 tháng 6 năm 2020). "Luka Romero, la gran promesa del fútbol argentino" [Luka Romero, the biggest prospect of Argentine football] (bằng tiếng Tây Ban Nha). ESPN. Truy cập ngày 16 tháng 6 năm 2020.
16. ↑  "La historia de Luka Romero, el joven que juega en Mallorca" [The history of Luka Romero, the youngster who plays at Mallorca] (bằng tiếng Tây Ban Nha). TNT Sports. ngày 13 tháng 6 năm 2020. Truy cập ngày 16 tháng 6 năm 2020.

## liên kết ngoài
- eLuka Romero tại BDFutbol
- Luka Romero tại Soccerway